# Michael Mørkøv
Michael Mørkøv Christensen (* 30. dubna 1985) je dánský profesionální silniční a dráhový cyklista jezdící za UCI WorldTeam Soudal–Quick-Step. Jeho bratři Jakob a Jesper jsou též profesionální cyklisté.

## Kariéra
Mørkøv začal svou kariéru jako dráhový cyklista a stal se národním šampionem v bodovacím závodu v roce 2004. Na olympiádě 2008 získal stříbro v týmové stíhačce.
Na silnici se Mørkøv stal v roce 2005 národním časovkářským šampionem. Mørkøv se zúčastnil Gira d'Italia 2010 a 2011, oba ročníky dokončil. V roce 2012 se zúčastnil své první Tour de France, kde na sebe upoutal pozornost tím, že v prvních třech etapách vyjel do úniku a díky nasbíraným bodům do vrchařské soutěže se stal jejím lídrem. Své vedení udržel až do 7. etapy, kde se před něj dostal etapový vítěz Chris Froome.
V roce 2013 Mørkøv vyhrál 6. etapu Vuelty a España.
V srpnu 2015 bylo oznámeno, že se Mørkøv v sezóně 2016 stane součástí Teamu Katusha na žádost Alexandera Kristoffa s cílem pracovat pro Kristoffa ve sprinterských dojezdech a pracovat jako domestik v klasikách.

## Hlavní výsledky

### Silniční cyklistika
2004
3. místo Speditørløbet
2005
Národní šampionát
 vítěz týmové časovky
2006
vítěz Post Cuppen Skive
Národní šampionát
2. místo týmová časovka
4. místo Rund um den Elm
2007
2. místo Kolem Flander U23
2008
vítěz Midt Data Løbet
Národní šampionát
 vítěz týmové časovky
Giro del Capo
vítěz 2. etapy
2. místo Speditørløbet
2. místo Duo Normand
9. místo GP Nordjylland
2009
7. místo Châteauroux Classic
2010
vítěz Herlev-løbet
Národní šampionát
3. místo časovka
Tour du Limousin
4. místo celkově
2011
vítěz Fyen Rundt
Danmark Rundt
3. místo celkově
8. místo GP Herning
10. místo Himmerland Rundt
2012
Národní šampionát
3. místo časovka
Post Cuppen
4. místo celkově
vítěz Roskilde
vítěz Ringsted
Tour de France
lídr  po etapách 1 – 6
 cena bojovnosti po etapách 3 a 13
2013
Národní šampionát
 vítěz silničního závodu
Vuelta a España
vítěz 6. etapy
2. místo Paříž–Tours
Tour de l'Eurométropole
4. místo celkově
2014
Národní šampionát
3. místo silniční závod
Tour de Luxembourg
3. místo celkově
Kolem Kataru
5. místo celkově
2015
Danmark Rundt
vítěz 6. etapy
2016
10. místo Gent–Wevelgem
2018
Národní šampionát
 vítěz silničního závodu
2. místo Fyen Rundt
2019
Národní šampionát
 vítěz silničního závodu
3. místo RideLondon–Surrey Classic
Mistrovství Evropy v silniční cyklistice
5. místo silniční závod
7. místo Cadel Evans Great Ocean Road Race
2020
Národní šampionát
3. místo silniční závod
5. místo Race Torquay
2021
5. místo Elfstedenronde
8. místo Classic Brugge–De Panne
2022
7. místo Milán–Turín

### Výsledky na Grand Tours
| Grand Tour      | 2010 | 2011 | 2012 | 2013 | 2014 | 2015 | 2016 | 2017 | 2018 | 2019 | 2020 | 2021 | 2022 | 2023 | 2024 |
| --------------- | ---- | ---- | ---- | ---- | ---- | ---- | ---- | ---- | ---- | ---- | ---- | ---- | ---- | ---- | ---- |
| Giro d'Italia   | 129  | 156  | —    | —    | —    | —    | —    | —    | 107  | —    | —    | —    | DNF  | —    | —    |
| Tour de France  | —    | —    | 93   | —    | 134  | —    | DNF  | —    | —    | 152  | 130  | 138  | DNF  | 150  | DNF  |
| Vuelta a España | —    | —    | —    | 128  | —    | —    | —    | 137  | 148  | —    | 121  | —    | —    | —    | —    |

| —   | Nezúčastnil se |
| DNF | Nedokončil     |